# Brendan Hansen
Brendan Hansen, född 15 augusti 1981 i Havertown i Pennsylvania, är en före detta simmare från USA som var specialiserad på bröstsim. Han vann under karriären sex stycken OS-medaljer mellan 2004 och 2012.

### Fotnoter
1. ↑  ”Brendan Hansen Bio, Stats, and Results - Olympics at Sports.reference.com”. sportsreference.com. Sportsreference. Arkiverad från originalet den 29 januari 2010. https://web.archive.org/web/20100129012118/http://www.sports-reference.com/olympics/athletes/ha/brendan-hansen-1.html. Läst 24 oktober 2015.